# 黎功質
黎功質（1920年4月3日—1981年1月），越南共和國政治人物，曾出任越南共和國內務部長。

## 生平
1920年4月3日，黎功質出生於越南南方沙瀝。:110
1961年至1973年，任越南共和國內務次長。:1101973年，黎功質出任越南共和國內務部長。:110
1981年1月在美國逝世。

## 個人生活
黎功質已婚，有7個子女（1974年）。:110

## 榮譽
- 五等保國勳章